# Castlewellan Forest Park
Castlewellan Forest Park är en park i Storbritannien.   Den ligger i distriktet Newry, Mourne and Down och riksdelen Nordirland, i den västra delen av landet, 500 km nordväst om huvudstaden London. Castlewellan Forest Park ligger 122 meter över havet.
Terrängen runt Castlewellan Forest Park är platt österut, men västerut är den kuperad. Runt Castlewellan Forest Park är det ganska glesbefolkat, med 48 invånare per kvadratkilometer. Närmaste större samhälle är Newcastle, 6,4 km sydost om Castlewellan Forest Park. Trakten runt Castlewellan Forest Park består i huvudsak av gräsmarker.